# Josué Dollfus
Josué Dollfus est un peintre, miniaturiste, photographe français né à Lutterbach le 25 germinal an IV (11 avril 1796), et mort à Mulhouse le 15 mai 1887.

## Biographie
Josué Dollfus est le fils de Jean Georges Dollfus (1756-1825), pharmacien puis fabricant de toiles peintes, et de Marguerite Risler (1760-1835) et le petit-fils de Jean-Henri Dollfus père. Il a suivi les cours du pédagogue Jean-Henri Pestalozzi qui avait ouvert un institut dans le château d'Yverdon en 1806. Les contacts de Pestalozzi avec le pasteur Maeder de Mulhouse lui a permis de trouver des élèves à Mulhouse. Le nom de Josué Dollfus est indiqué dans une liste des 22 élèves mulhousien de l'institut dressée en novembre 1809.

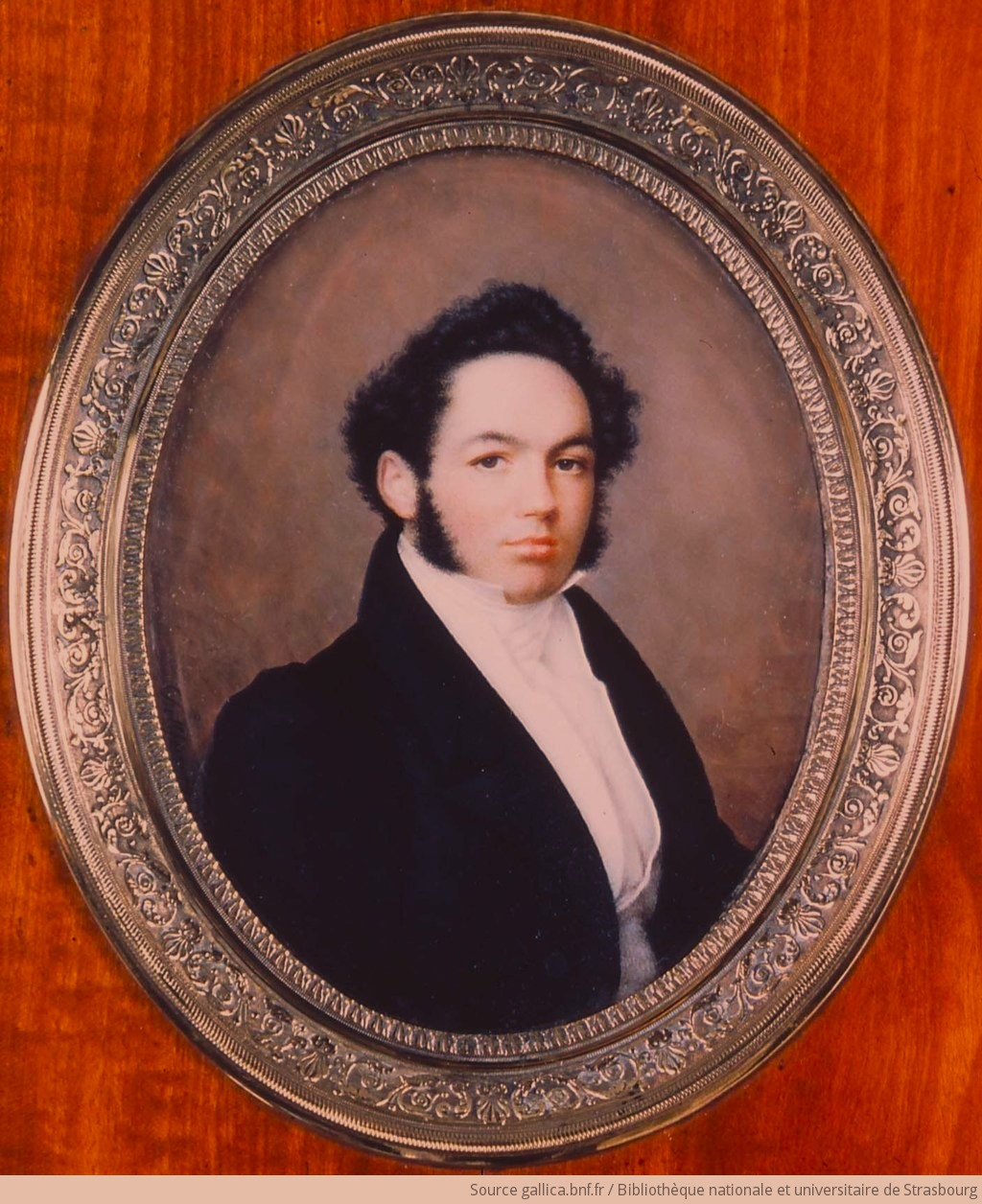
Portrait de Frédérique Adolphe Karth (1803-1864) en 1828

Entre 1818 et 1826, Josué Dollfus a d'abord été dessinateur industriel dans la maison Alexandre Risler située en Normandie. Il est ensuite entré dans l'établissement Risler frères et Dixon fondé par ses beaux frères Mathieu et Jérémie Risler, à Cernay.
Dès 1817 il a peint des miniatures et des aquarelles. En 1826, il a décidé de se former aux beaux-arts. Son premier maître a été Obry. En 1834 il a passé quelques mois l’atelier de Mme Lizinska de Mirbel, miniaturiste de la cour, pour suivre ses cours. Il est un des premiers à s'intéresser à la photographie dans les années 1840-1850. Il a créé un atelier et s'est adonné à la peinture sur photographie.
Violoniste amateur de talent, il a joué des quatuors de Haydn, Beethoven et Mozart avec des amis dans des concerts, et a chanté dans la Société de chant « Concordia ».
En 1903, a été organisé à Mulhouse une exposition des miniatures de Josué Dollfus.

## Famille
Josué Dollfus est marié en 1830 en premières noces avec Françoise Adèle Anne Zindel (1799-1832), en secondes noces en 1835 avec Élise Heilmann (1808-1890). Du premier mariage est né Armand-Victor Dollfus (1832-1872) et du second, Catherine Adèe Dollfus (1836-1899).

### Liens extérieurs
- Ressources relatives aux beaux-arts :   - Artists of the World Online
  - Bénézit
  - RKDartists
- Notice dans un dictionnaire ou une encyclopédie généraliste :   - Nouveau dictionnaire de biographie alsacienne
- Notices d'autorité :   - VIAF
  - IdRef
- Fédération des Sociétés d'histoire & d'archéologie d'Alsace : Dollfus, Josué
- Mémoire mulhousienne : Josué Dollfus